# Sandals South Coast Football Club
Maillots
Actualités
Le Sandals South Coast Football Club, anciennement connu sous le nom Sandals Whitehouse Football Club, est un club jamaïcain de football basé à Clarendon Park, dans le territoire de la Paroisse de Clarendon.

## Historique
Le club est fondé en 2007, sous le nom Sandals Whitehouse Football Club, par le groupe hôtelier Sandals Resort,. En 2017, pour la première fois de son histoire, il est promu en première division,, avant de se retrouver de nouveau relégué, un an plus tard, en deuxième division.